# (8056) Tieck
(8056) Tieck (6038 P-L) – planetoida z pasa głównego asteroid okrążająca Słońce w ciągu 4,1 lat w średniej odległości 2,56 au. Odkryta 24 września 1960 roku.